# Ralph Kirshbaum
Ralph Henry Kirshbaum (* 4. März 1946 in Denton, Texas) ist ein US-amerikanischer Cellist und Musikpädagoge.

## Leben
Der Sohn des Geigers und Dirigenten Joseph Kirshbaum und der Harfenistin Gertrude Morris Kirshbaum erhielt den ersten Cellounterricht sechsjährig von seinem Vater. Später war er Schüler von Roberta Guastafeste und Lev Aronson und studierte an der Yale University bei Aldo Parisot. 1969 war er Preisträger des Ersten Internationalen Casadó-Wettbewerbs in Florenz, 1970 des Tschaikowski-Wettbewerbs in Moskau. 1970 debütierte er in der Wigmore Hall in London, sein Debüt mit Orchester hatte er 1972 mit dem New Philharmonia Orchestra of London, und 1976 debütierte er im Metropolitan Museum of Art in New York.
Er trat seither mit namhaften Orchestern in Nordamerika, Europa, Australien, Südafrika und Asien und unter Dirigenten wie Herbert Blomstedt, Semyon Bychkov, Christoph von Dohnányi, Sir Colin Davis, Andrew Davis, James Levine, Zubin Mehta, Kurt Masur, André Previn, Sir Simon Rattle und Sir Georg Solti auf. Er unternimmt regelmäßig Tourneen durch Holland, Deutschland, Spanien und Skandinavien, ist Gast bei den Musikfestivals von Edinburgh, Bath, Verbier, Lucerne, Ravinia, Aspen, La Jolla und Santa Fe und ist Gründer und musikalischer Leiter des Manchester International Cello Festival.
Als Kammermusiker arbeitete Kirshbaum u. a. mit Peter Frankl, Shai Wosner, Peter Jablonski, Garrick Ohlsson, Boris Berman, Benjamin Hochman, György Pauk, Itzhak Perlman, Gil Shaham, dem Juilliard String Quartet und dem Tokyo String Quartet zusammen und trat im Trio mit Robert McDuffie und Lawrence Dutton, in jüngerer Zeit mit Pinchas Zukerman, Midori Gotō, Joshua Bell, Vadim Repin, Lang Lang, Leif Ove Andsnes, Yefim Bronfman und dem Emerson String Quartet auf.
Daneben unterrichtete er fünfunddreißig Jahre lang am Royal Northern Collegof Music in Manchester. 2008 erhielt er den Gregor Piatigorsky Endowed Chair in Violoncello an der USC Thornton School of Music und war damit nach Lynn Harrell, Ronald Leonard und Eleonore Schoenfeld dessen vierter Inhaber. Bei der Gala der Royal Society of Music 2008 erhielt er den Music Award for Concert Series and Festivals. Kirshbaum spielt ein Cello von Domenico Montagnana aus dem Jahr 1729, das u. a. im 19. Jahrhundert im Besitz von Alfredo Piatti war.